# Canal latéral à la Garonne
Le canal latéral à la Garonne, ou canal de Garonne, est un canal latéral français de petit gabarit datant du XIXe siècle, qui relie Toulouse à Castets et Castillon (Gironde) près de Bordeaux, où il rejoint la Garonne. Il est l'indispensable prolongement du canal du Midi, offrant des conditions de navigation plus sûres et plus confortables que l'ancienne navigation sur le fleuve Garonne, souvent soumise aux périodes de fort étiage ou de crue. Le canal est ouvert en totalité à la navigation le 12 mars 1856. Avec le canal du Midi qui relie Toulouse à Sète, il forme le canal des Deux-Mers entre la Méditerranée et l'océan Atlantique.

## Géographie

### Description
Le canal de Garonne traverse d'est en ouest une partie du sud-ouest de la France. Long de 193 km, il est relié en amont au canal du Midi et à la Garonne (via le canal de Brienne et l'écluse Saint-Pierre) à Toulouse. Il longe la rive droite de la Garonne qu’il franchit à Agen par le pont-canal d'Agen et continue alors rive gauche avant de la rejoindre définitivement à Castets et Castillon (Gironde), à 54 km au sud-est de Bordeaux, endroit où le fleuve redevient navigable.
Le canal de Garonne possède aussi des liaisons avec :
- le Tarn, par le canal de Montech, long de 11 km et comportant 10 écluses,
- la Baïse, par l'intermédiaire de la descente en Baïse de Buzet et un parcours de 4 km en Garonne.
- le Lot.

Le canal est alimenté en eau par deux prises d'eau dans la Garonne :
- le canal de Brienne à Toulouse,
- la rigole de Laboulbène, à Agen (souterraine).

Excepté les cinq écluses de Montech doublées par la pente d'eau de même nom (1974), toutes les écluses ont une longueur de 40,5 m pour une largeur de 6 m. Les écluses de Montech ont gardé l'ancien gabarit de 30 m.
Quatre-vingt-trois ponts franchissent le canal. Ils furent tous reconstruits en 1933 pour les adapter à la circulation moderne.

### Le canal en chiffres
| Largeur                     | 18 m au miroir                                |
| Longueur totale             | 193 km + 10,5 km (embranchement de Montauban) |
| Nombre d'écluses            | 53 + 11 (embranchement de Montauban)          |
| Différence de niveaux       | 128 m                                         |
| Mouillage                   | 1,60 m                                        |
| Tirant d'eau                | 1,50 m                                        |
| Hauteur libre sous ouvrages | 3,60 m (à l'axe)                              |

## Histoire
Bien que sa mise en service date de 1856, le projet de canal latéral à la Garonne était dans les esprits depuis l'Antiquité afin d'assurer la liaison entre la mer Méditerranée et l'océan Atlantique.

### Étude du projet et genèse du canal du Midi
Avant que le canal dit « des deux mers » ne soit construit, la liaison entre « les deux mers » nécessitait de naviguer le long des côtes espagnoles, en passant par le détroit de Gibraltar. Ce périple, long de plus de trois mille kilomètres, obligeait les navigateurs à braver les tempêtes et les attaques barbaresques.
Néron et Auguste dans l'Antiquité, puis Charlemagne, François Ier, Charles IX et Henri IV ont tous eu l'ambition de construire un canal permettant d'éviter ce long détour. Chacun d'eux a demandé d'en faire l'étude et de nombreux projets ont vu le jour, mais aucun n'assurait la faisabilité de cette jonction. La grande difficulté réside dans l'alimentation en eau du canal qui doit recevoir une quantité d'eau suffisante en son point le plus haut, c’est-à-dire au niveau de la ligne de partage des eaux entre Atlantique et Méditerranée, pour assurer une navigation constante.
Entre 1614 et 1662, sous l'impulsion de Louis XIII et Louis XIV, cinq projets voient le jour mais aucun ne résout le problème d'approvisionnement en eau du canal. C'est en 1662, que Pierre-Paul Riquet, en s'inspirant de la théorie d'Adam de Craponne mise en pratique au début du même siècle par Hugues Cosnier pour le « canal de Loyre en Seyne » (ou « canal de Briare »), cherche à amener l'eau à l'endroit culminant de ce qui sera le canal du Midi (entre Toulouse et Sète), en un point de partage, au seuil de Naurouze, afin qu'elle s'écoule de part et d'autre, vers la Méditerranée et vers l'Atlantique. Sa connaissance de la Montagne Noire et de ses cours d'eau l'amène à imaginer un système d'alimentation basé sur le détournement de l'eau par le captage de plusieurs ruisseaux et rivières.

### Réalisation du canal

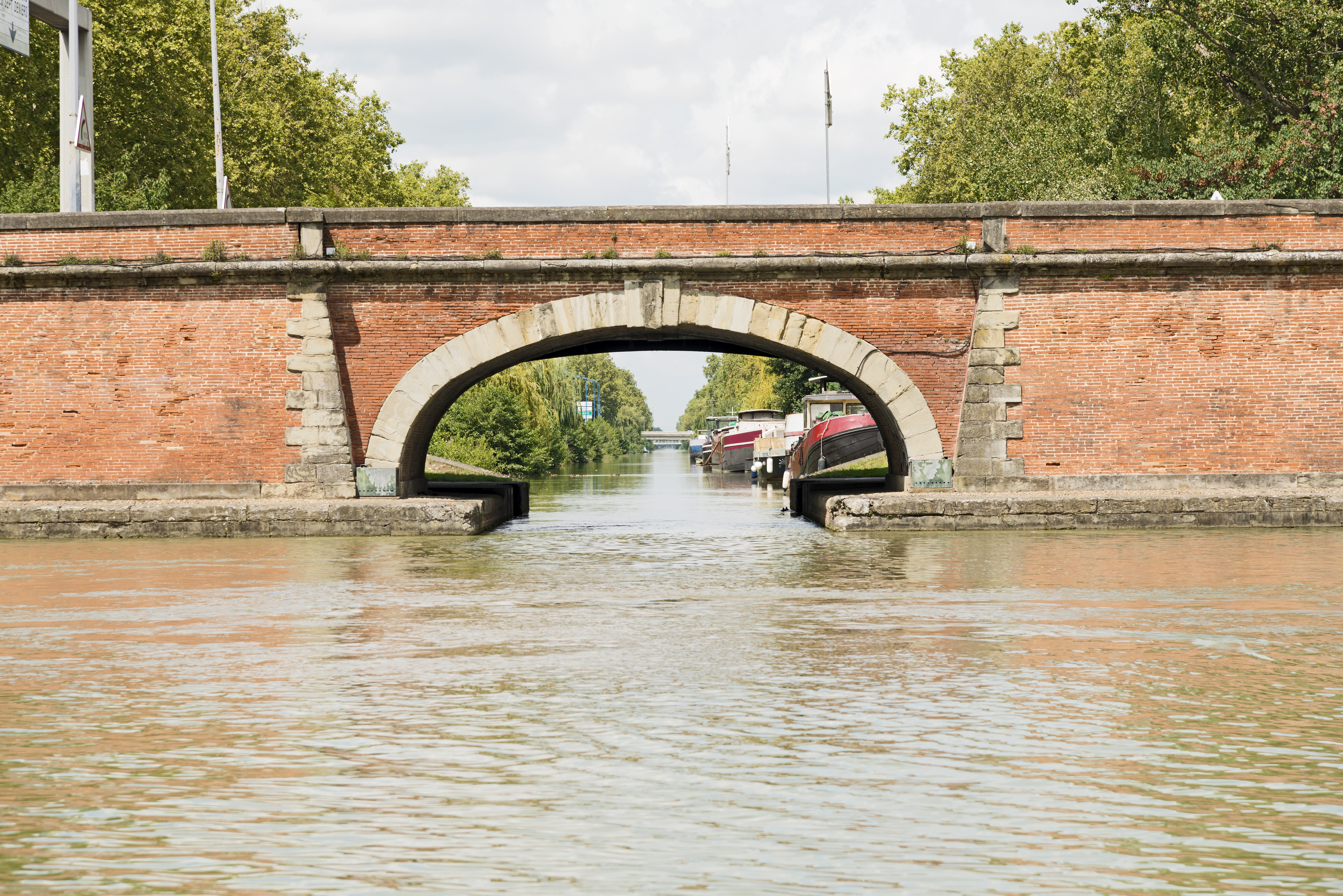
L'embouchure du canal latéral à Toulouse.

Lorsque Pierre-Paul Riquet acheva en 1681 le canal Royal du Languedoc (nom, à l'époque, du canal du Midi) entre Sète et Toulouse, il avait l'idée de continuer le canal en direction de l'Atlantique : le futur canal de Garonne. Le projet fut rapidement abandonné, faute de moyens. Pendant encore près de deux siècles, on se contentera de la Garonne, malgré ses caprices.
Ce n'est qu'en 1828 qu'une ordonnance prescrit l'étude des travaux à entreprendre. L'étude est achevée en 1830. La France connaît alors sa révolution industrielle et il est vital pour son développement de créer des axes de communication pour la circulation des matières premières. C'est l'objet des lois du « plan Becquey » des années 1821-1822. Cependant, ce n'est qu'en 1832 que l'État accorde la concession perpétuelle à la société privée Magendie-Sion détenue par le Sieur Doin. La loi instaurant la construction du canal latéral à la Garonne prévoit l'approvisionnement par les eaux de la Garonne transitées par le canal de Brienne. Toutefois, le Sieur Doin ne respectant pas les engagements pris, l'État le déchoit de ses droits, déchéance qui sera relevée par la loi du 9 juillet 1835 et qui fixe de nouveaux délais. Le Sieur Doin décédera avant même le commencement des travaux.
Une troisième loi en 1838 alloue une somme de cent mille francs aux héritiers du Sieur Dion et l'État rachète les pièces du projet pour cent cinquante mille francs. Le projet est alors confié par l'État à l'inspecteur Divisionnaire des Ponts et Chaussées Jean-Baptiste de Baudre. La construction débute en 1838 avec un budget de quarante millions de francs. Les travaux débutent simultanément en plusieurs points du tracé avec des milliers d'ouvriers, qui vont alors construire les quelque 193 km de voie fluviale, réalisant au passage des ouvrages remarquables comme le fameux pont-canal d'Agen.
En 1844, le tronçon Toulouse - Montech - Montauban (par le canal de Montech) est ouvert. Le canal est ouvert à la navigation en amont de Buzet-sur-Baïse en juin 1853 et achevé en mai 1856.

### Le canal jusque dans les années 1970
Le canal fut achevé au même moment que la ligne de chemin de fer de Bordeaux à Sète qui empruntait le même axe. La gare d'Agen accueillit ses premiers convois en 1857.
À ses débuts, le train n'était pas compétitif avec le transport fluvial. L'État commit l'erreur de concéder en 1858 le bail d'exploitation du canal latéral à la Compagnie des Chemins de Fer du Midi, le concurrent direct des bateliers. Cette dernière augmenta alors les péages sur le transport fluvial. Entre 1850 et 1893 les tarifs dissuasifs ont entraîné la division par trois du trafic de fret. Aussi, par une convention signée, le 3 novembre 1896, entre le ministre des Travaux publics et la Compagnie, l'État rachète le canal à compter du 1er juillet 1898. Cette convention est approuvée par une loi le 27 novembre 1897.
Cependant, jusque dans les années 1970, la vocation du canal de Garonne était essentiellement économique et concernait le transport de marchandises en particulier.

### Le canal depuis les années 1970
C'est très tardivement, au cours des années 70, que le canal est mis au gabarit Freycinet, alors que l'on projette de faire de même pour le canal du Midi afin de faire face au déclin du trafic commercial sur l'ensemble des deux canaux. Mais une autre sorte de trafic voit alors le jour, qui permet de sauver la liaison des deux mers : le tourisme fluvial.
Celui-ci se développe exponentiellement à partir des années 1970, les bateaux assurant une liaison touristique entre océan et mer Méditerranée tout en menant au fil de l'eau les visiteurs à la rencontre d'un riche cadre naturel et historique. En 1996, le classement du canal du Midi à l'inventaire de l'Unesco accroît encore cette tendance, dont bénéficie pareillement son voisin le canal latéral à la Garonne.
Plus de la moitié de l'activité de tourisme fluvial est concernée par la location de bateaux sans permis : près de 1 000 bateaux font ainsi le transit de la Méditerranée à l'Atlantique (et inversement) chaque année. Les bateaux pour passagers, conduits par des marins professionnels, proposent diverses prestations : péniche-hôtel, bateau-restaurant, bateau-promenade…
De 12 bateaux en 1970, la flotte touristique est passée à 450 bateaux en 2007 et induit 500 emplois permanents. L'impact économique de cette activité est important, entraînant une augmentation de 10 à 60 % des secteurs d'activités des villes et villages riverains du canal. Quant à son chiffre d'affaires, il est d'environ 26 millions d'euros par an en 2007.

## Ouvrages d'art
Le long du canal, les paysages et les cités diverses de la Moyenne Garonne se succèdent ainsi que les ouvrages d'art. Les principaux ouvrages sont : 
- Les écluses : le canal comptait à l’origine cinquante-six écluses, auxquelles s’ajoutent les quatre écluses assurant la liaison avec la Garonne à Castets-en-Dorthe.
- La pente d'eau de Montech : cette réalisation originale, mise en service en 1974, double cinq écluses. Elle est l'œuvre de l'ingénieur Aubert, auteur également de la pente d'eau similaire de Fontsérannes, à Béziers, mise en service 10 ans plus tard.
- Les ponts-canaux : sept ponts-canaux permettent au canal de franchir la Garonne et ses affluents. Le plus important, long de plus de 500 mètres et comptant vingt-trois arches, est le pont-canal d'Agen. Les autres ponts-canaux permettent de franchir notamment le Tarn (pont-canal du Cacor) et la Baïse (pont-canal sur la Baïse).

## Images

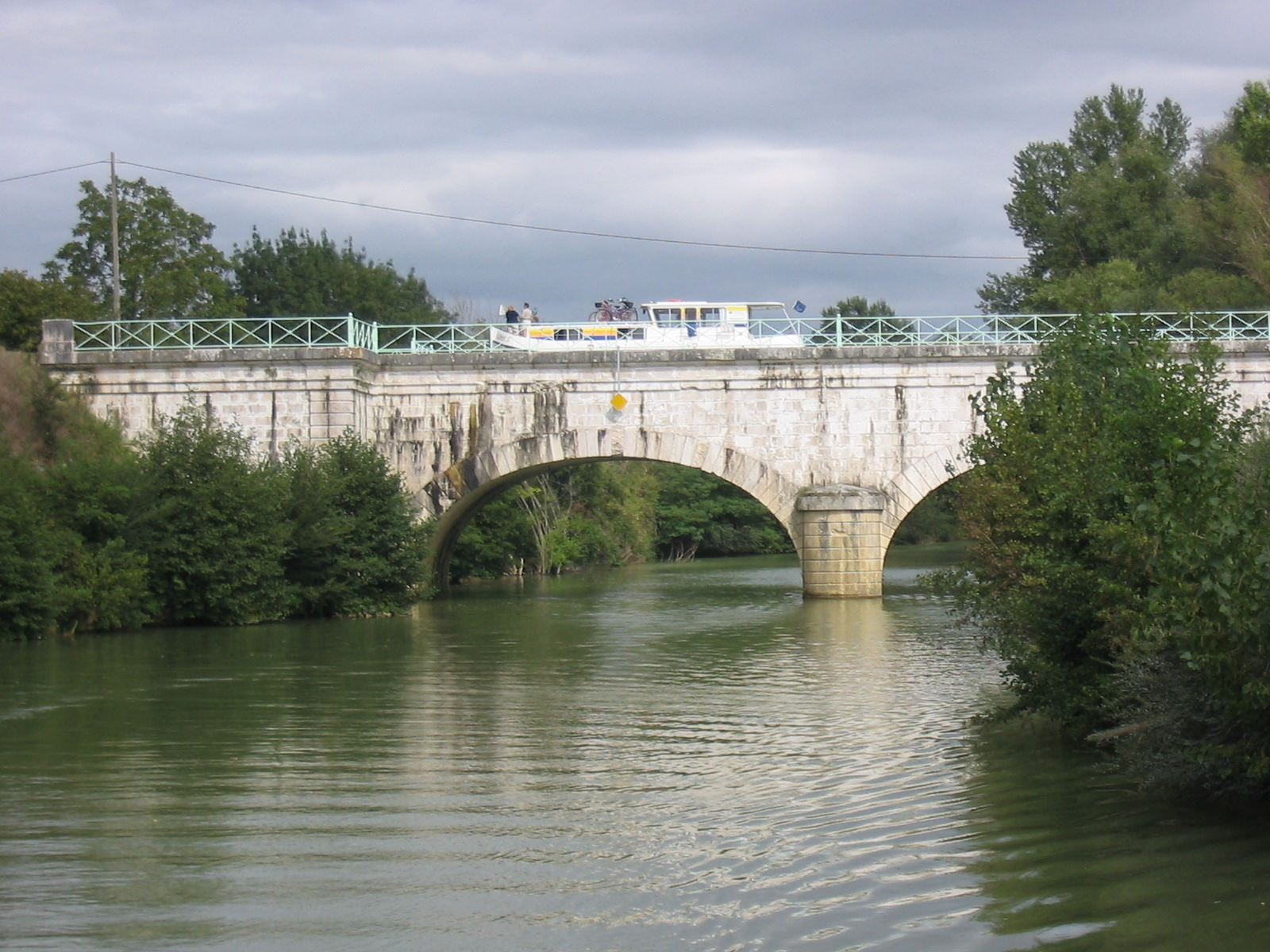
Pont-canal sur la Baïse entre les communes de Vianne et de Feugarolles (Lot-et-Garonne)
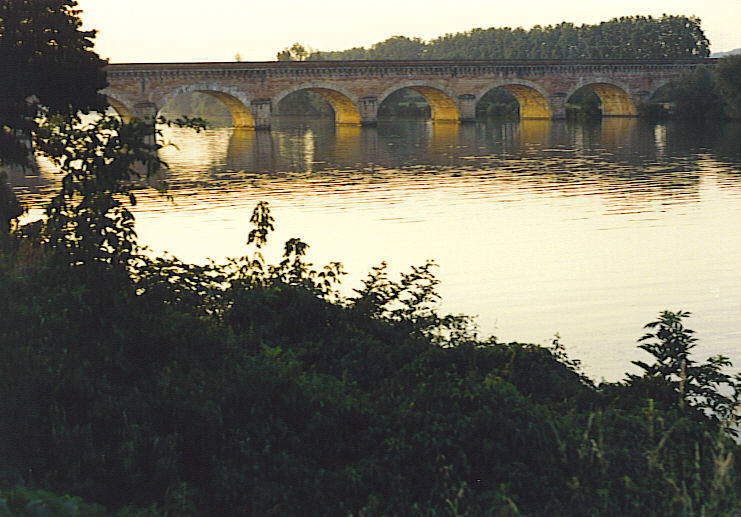
Pont-canal du Cacor à Moissac (Tarn-et-Garonne)
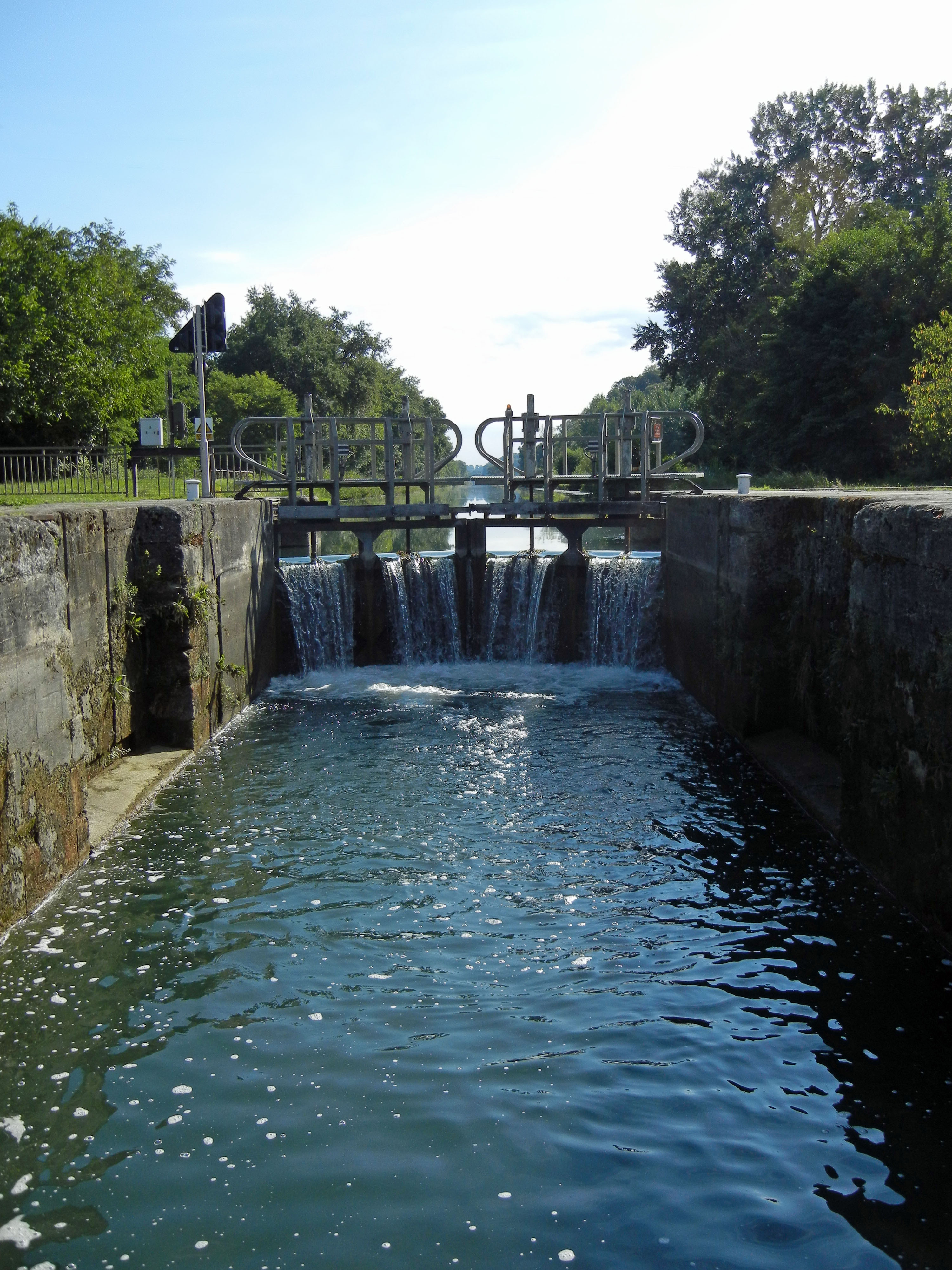
Bassanne, Gironde, écluse no 50
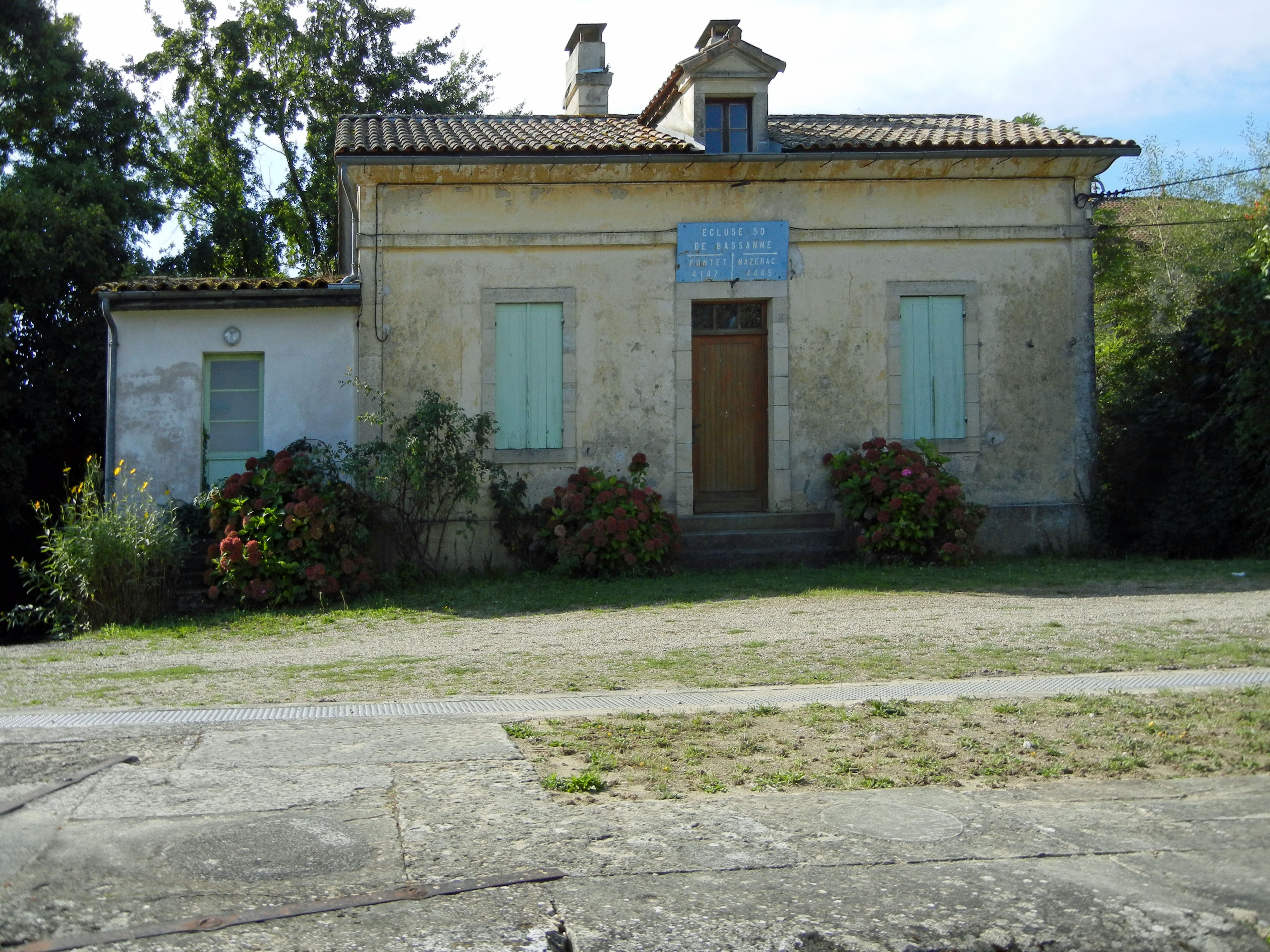
Bassanne, Gironde, maison d'éclusier no 50
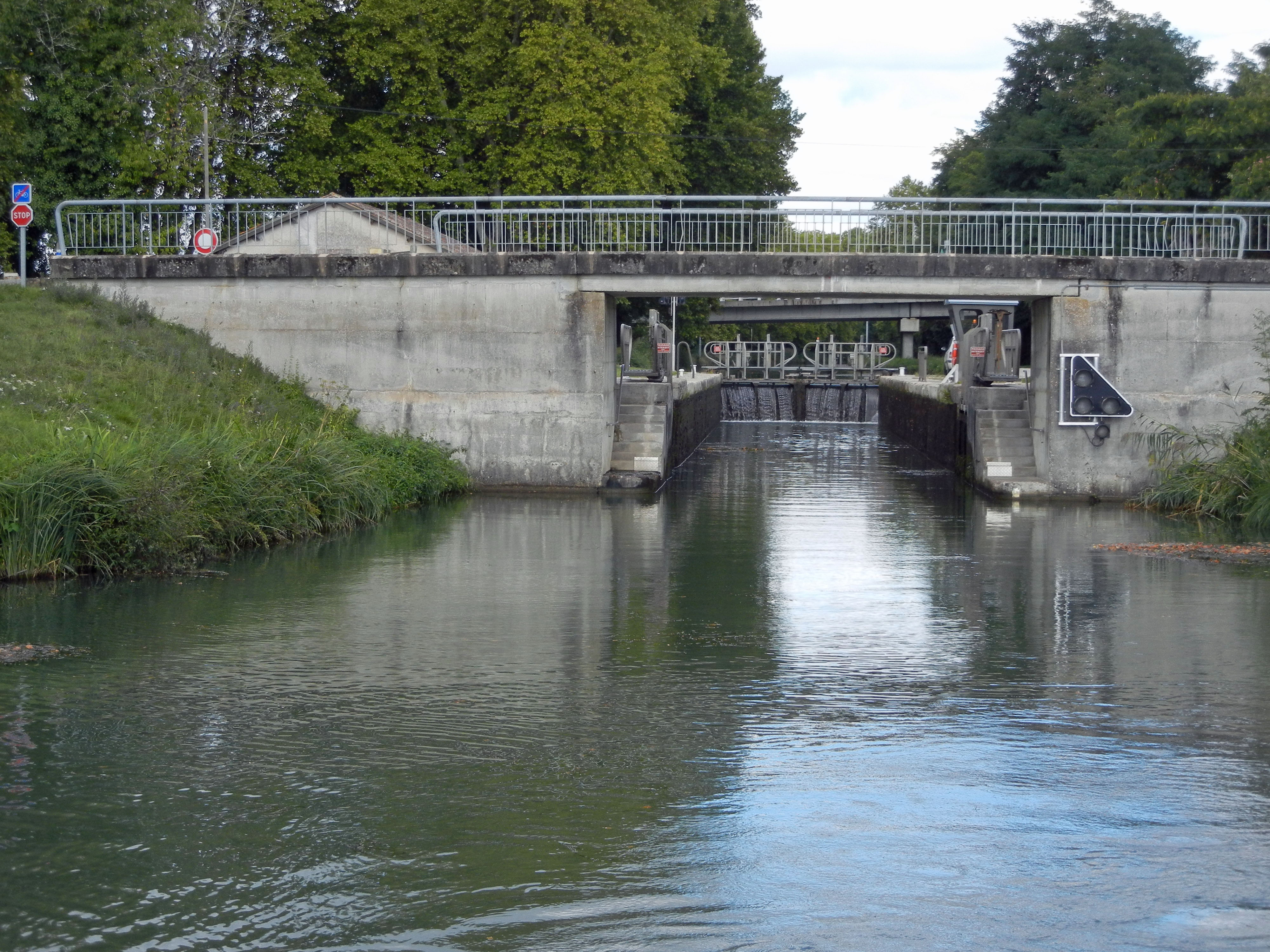
Le canal, écluse en Gironde
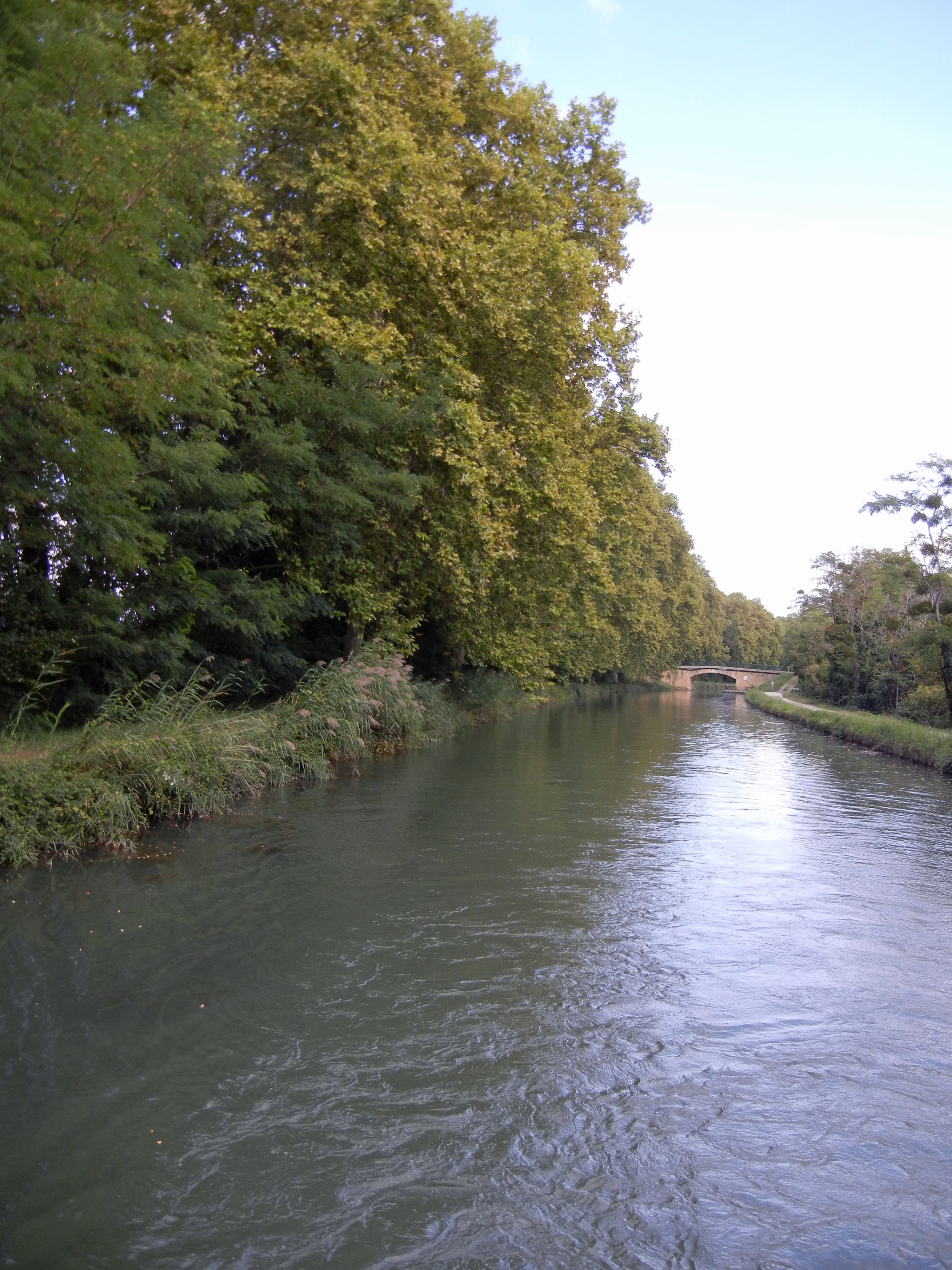
Le canal près de Fontet, Gironde
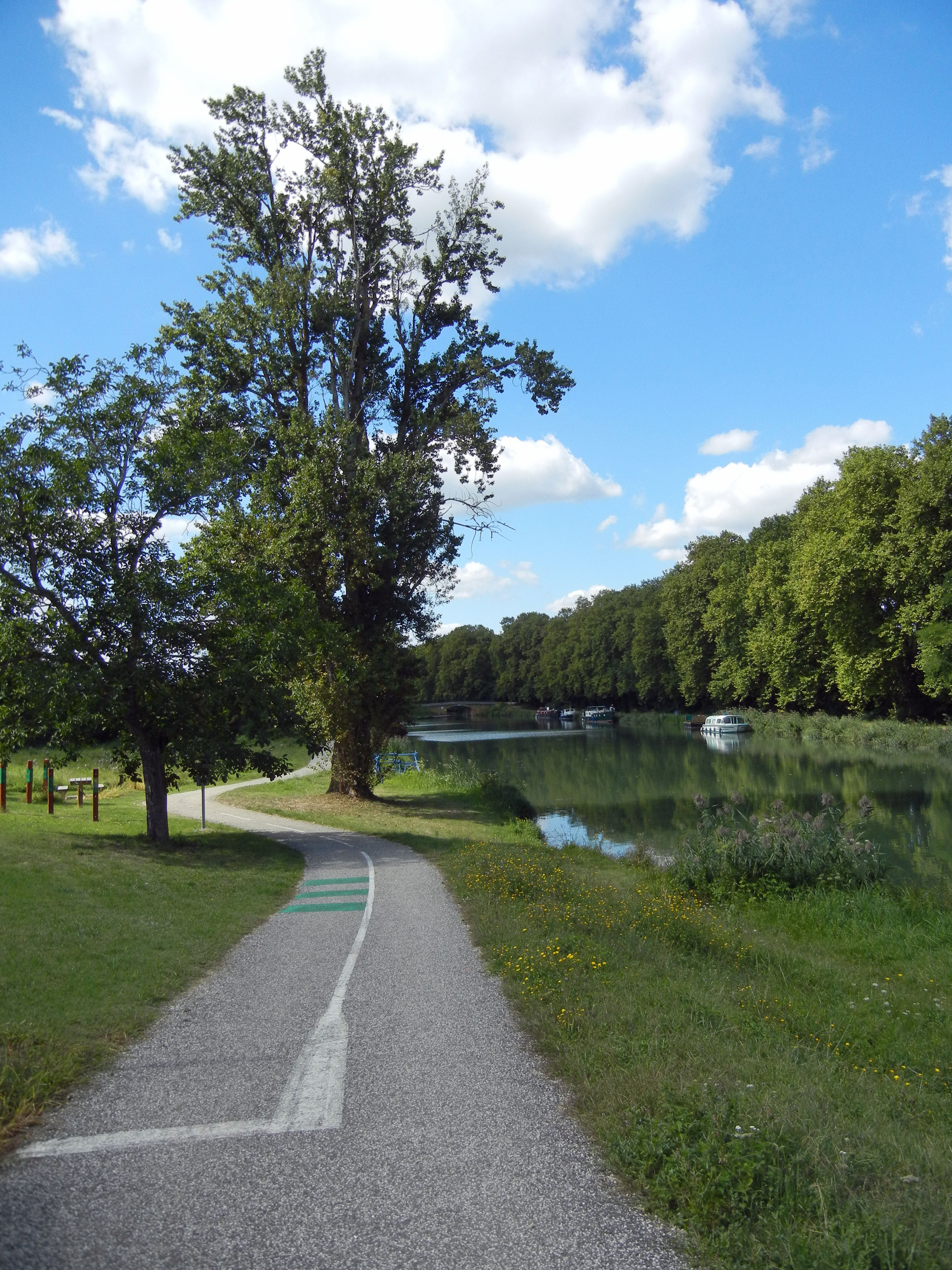
Fontet, Gironde, piste cyclable du canal
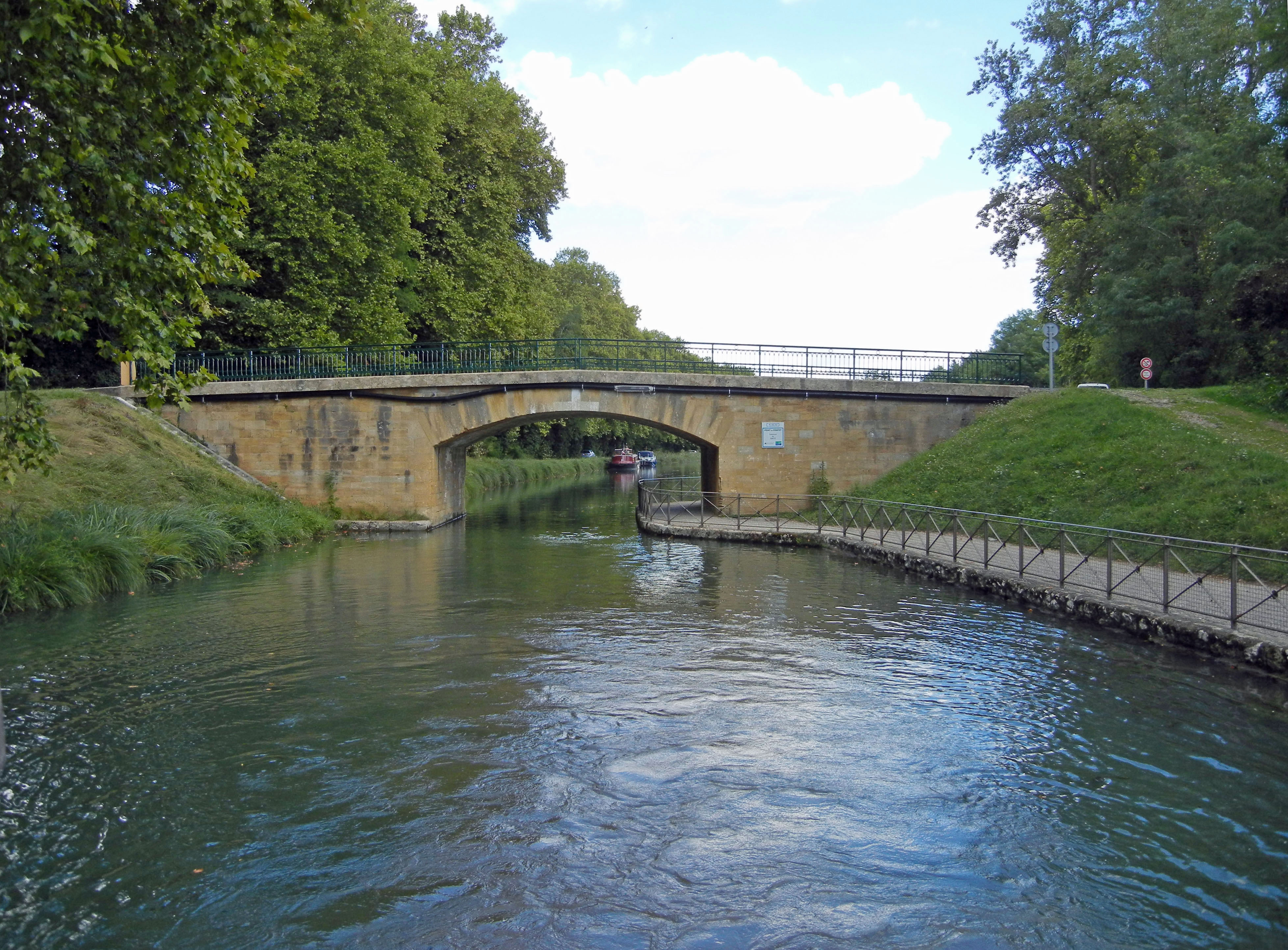
Fontet, Gironde, pont de Fontet
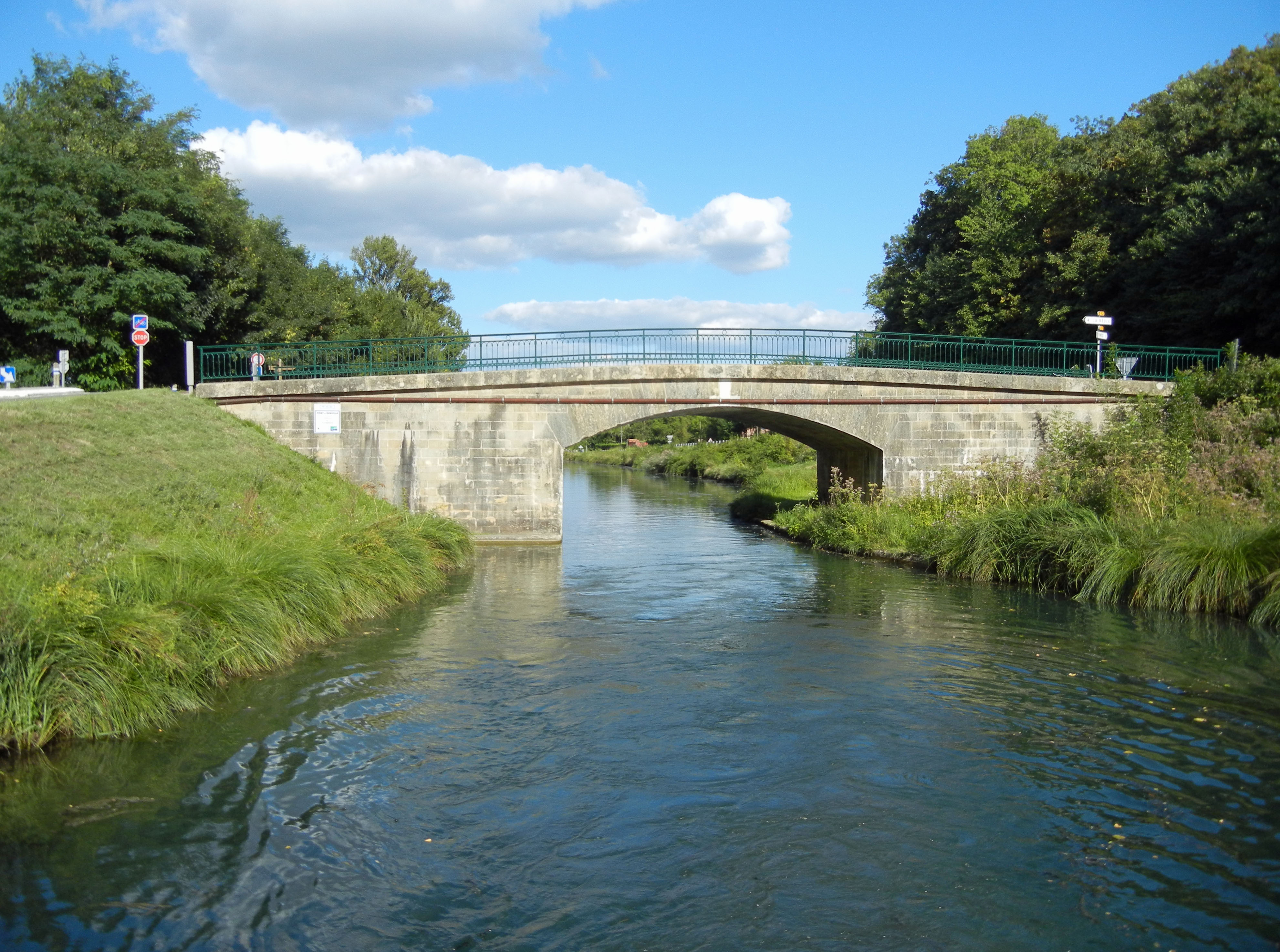
Puybarban, Gironde, pont de Gravilla
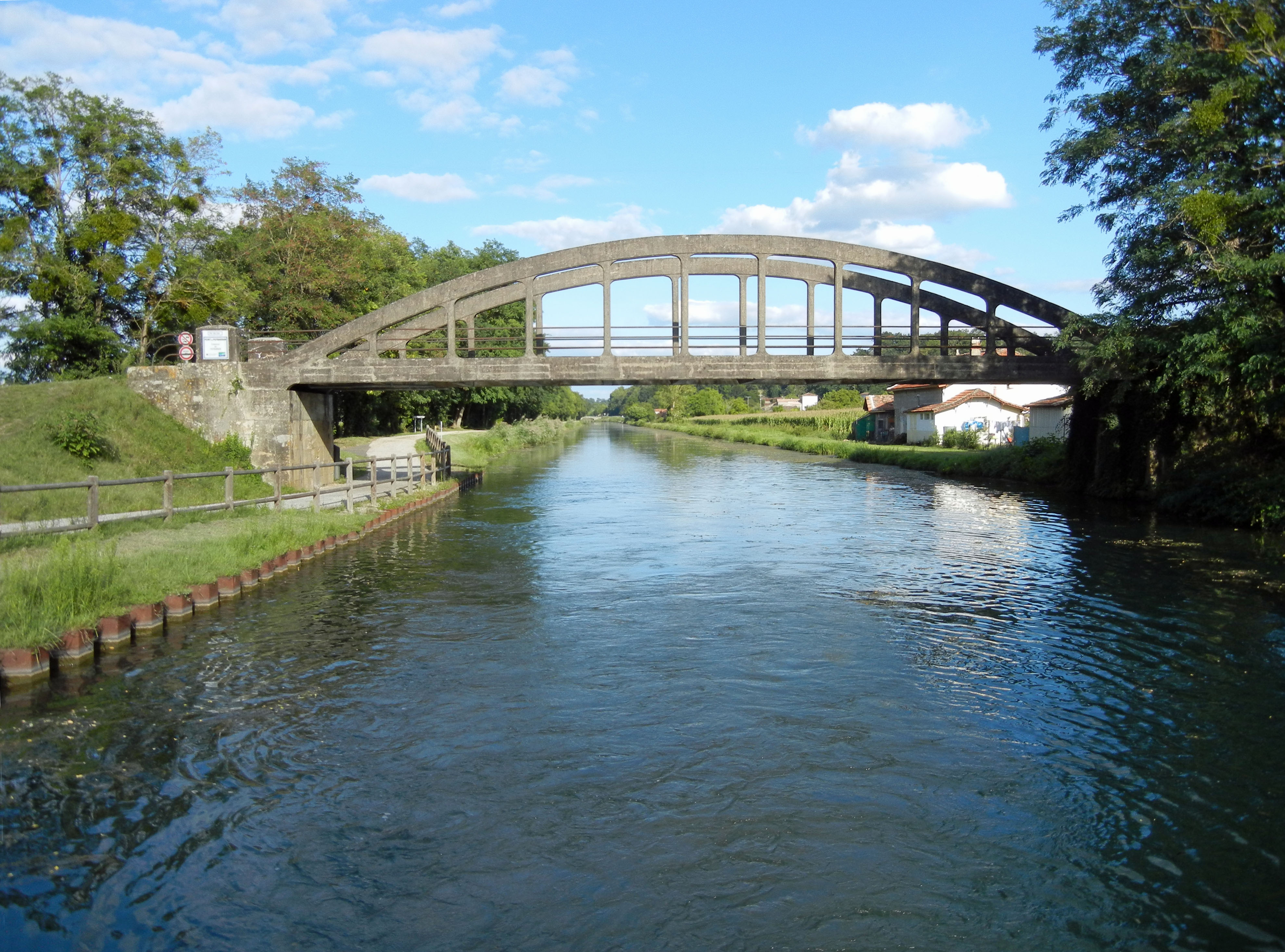
Puybarban, Gironde, pont de Puybarban
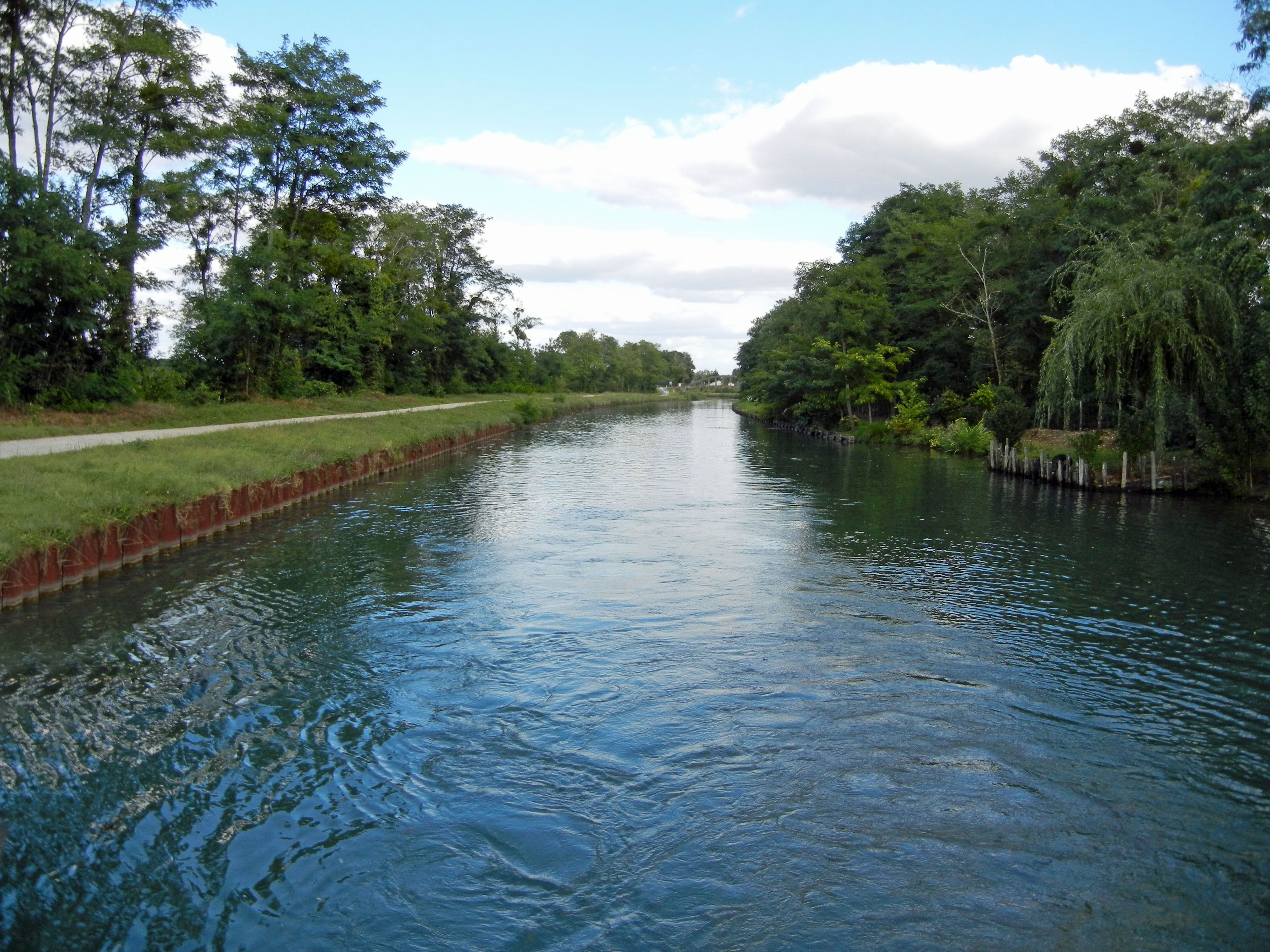
Le canal en Gironde.
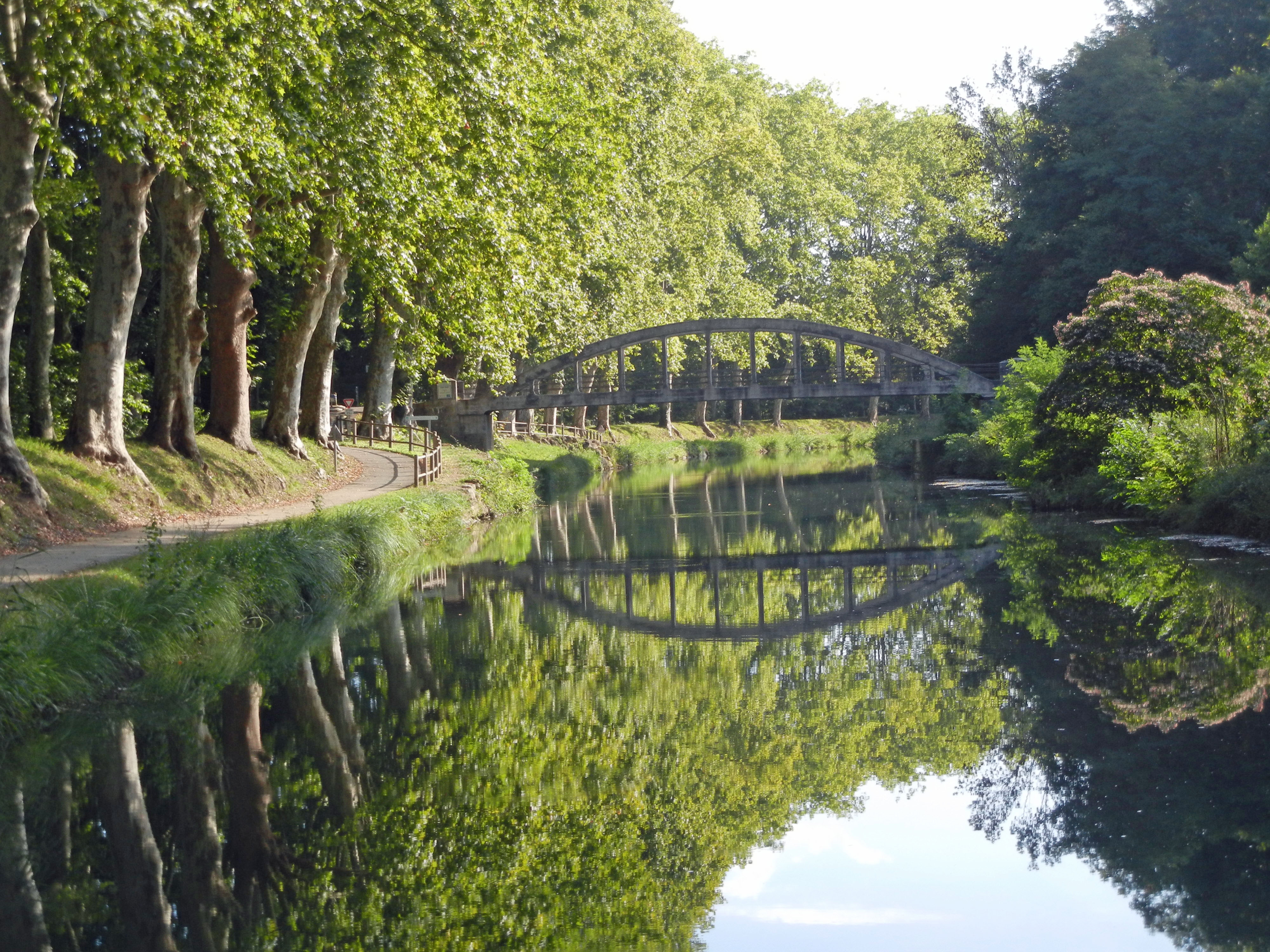
Castets et Castillon, pont de Mazérac
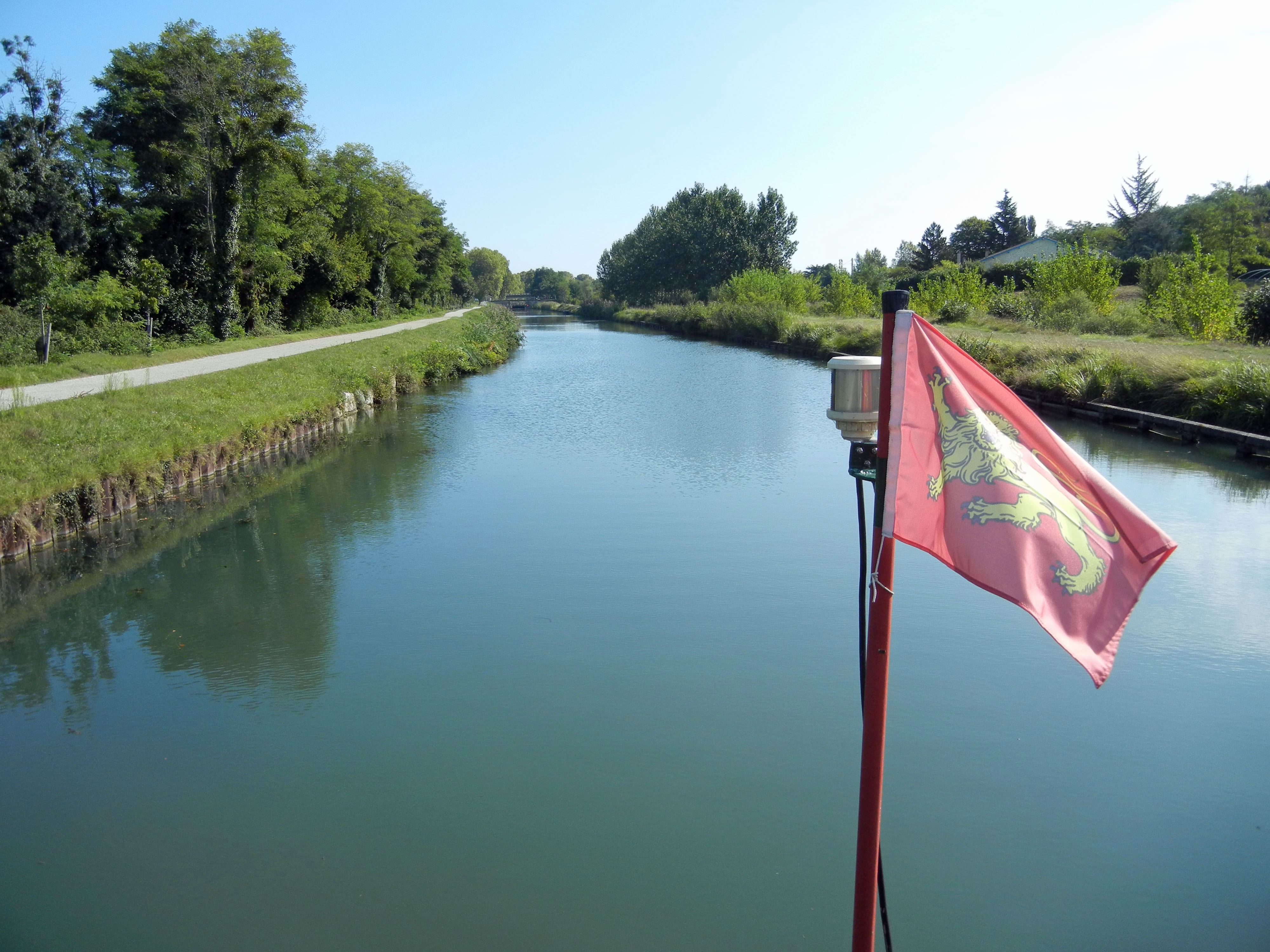
Le canal vu depuis la péniche Silène
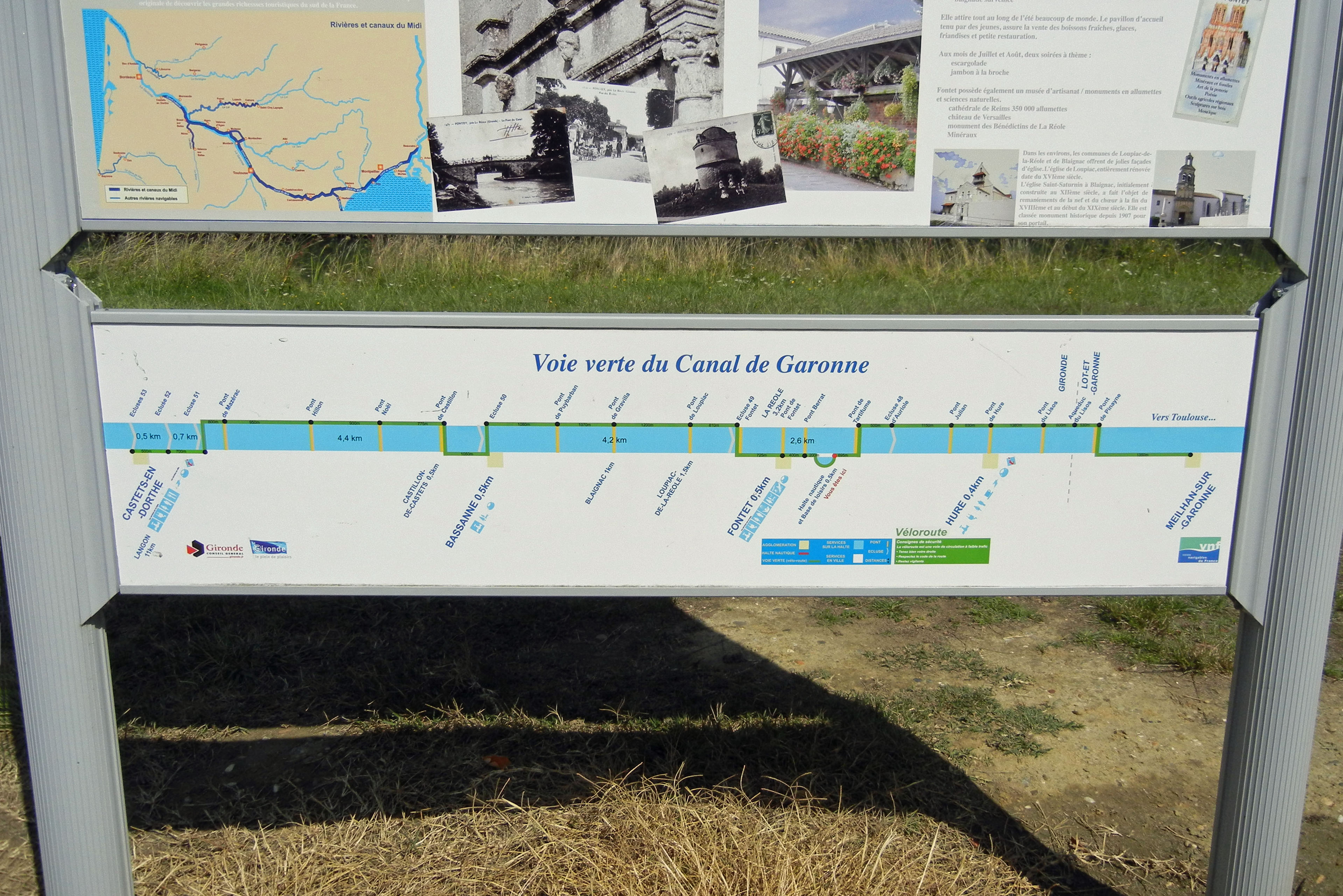
Voie verte du canal
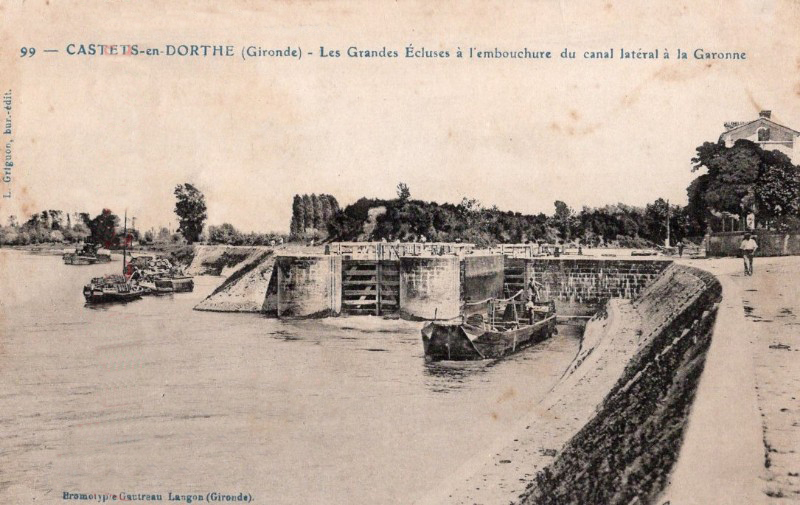
Ancienne carte postale entrée du canal
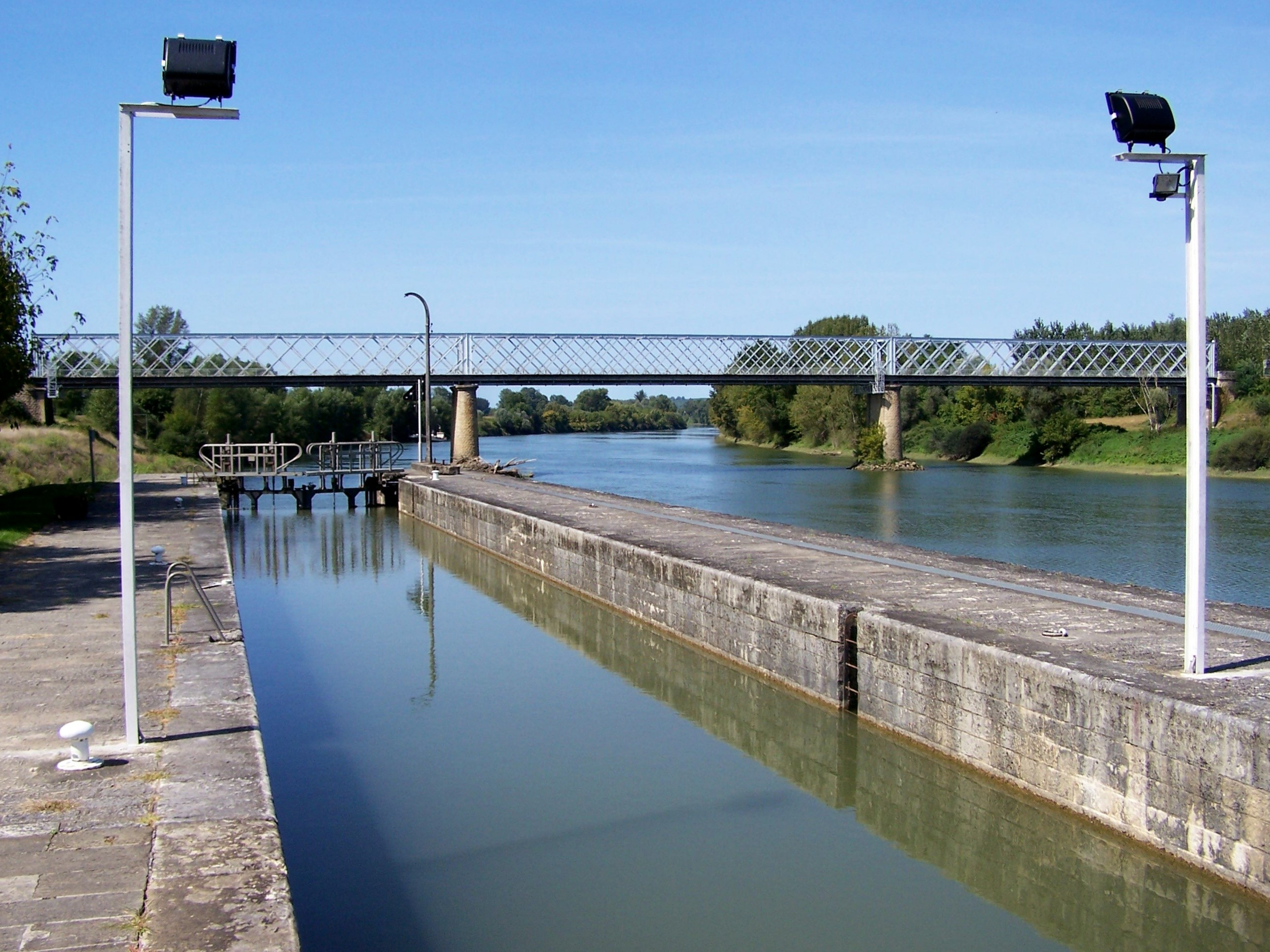
Écluse 53 à Castets en Dorthe donnant sur la Garonne au début du canal.